# Смит, Джон (лейборист)
Джон Смит (англ. John Smith; 13 сентября 1938 — 12 мая 1994) — шотландский политический деятель, лидер Лейбористской партии Великобритании (июль 1992 — май 1994).

## Ранние годы
Джон Смит родился 13 сентября 1938 г. в семье школьного учителя в маленьком шотландском посёлке Дэлмэлли, расположенном в графстве Эрджилл и Бьют. Он был старшим из трёх детей. Спустя 2 года после его рождения, его отец получил должность директора местной начальной школы, в которую ходил Джон Смит. Когда ему исполнилось 14 лет, родители отправили его учиться в Данунскую среднюю школу. В возрасте 18 лет он поступил в Университет Глазго, где изучал историю и юриспруденцию. В 1956 г. Джон Смит вступил в Лейбористскую партию.
Он участвовал в дебатах с Обществом Диалектики Университета Глазго. В 1962 он выиграл «Серебряную Булаву», приз журнала «The Observer» за победу в дебатах с Гордоном Хантером. В 1995, после его смерти, соревнование было переименовано в его честь в «Серебряную Булаву» Мемориала Джона Смита .
После получения высшего образования Смит в течение года работал солиситером, а затем адвокатом в редакциях «The Daily Record» и «Sunday Mail». Он был избран в Коллегию Адвокатов. В 1970 г. Джон Смит победил на выборах от Северного Ланаркшира в правительство и стал членом британского Парламента. В 1983 Джон Смит получил должность Королевского адвоката.

## Парламентская деятельность
В 1978 г. Джон Смит был назначен министром торговли в лейбористском правительстве Джона Каллагэна. На этом посту Джон Смит был самым молодым министром в лейбористском правительстве, который работал здесь до парламентских выборов 1979 г.